# Masacre del campo de refugiados de Nuseirat
La masacre del campo de refugiados de Nuseirat fue una serie de bombardeos y ataques que tuvieron lugar el 8 de junio de 2024 durante una operación de rescate llevada a cabo por Yamam, el Shin Bet y unidades de las Fuerzas de Defensa de Israel (FDI) en el campo de refugiados de Nuseirat. Según las autoridades gazatíes y funcionarios de salud palestinos del Hospital Shuhada al-Aqsa y el Hospital Al-Awda, en el ataque murieron al menos 276 palestinos y más de 698 resultaron heridos. El hospital de Al-Aqsa se vio abrumado por las víctimas, mientras que las comunicaciones se vieron interrumpidas por los intensos bombardeos israelíes. En la operación fueron rescatados cuatro rehenes (tres varones y una mujer) retenidos por Hamás desde el ataque del 7 de octubre. Hamás afirmó que otros tres rehenes murieron durante la operación de rescate, incluido un rehén estadounidense, aunque las FDI rechazaron esta afirmación.
La masacre tuvo lugar dos días después de que un ataque aéreo israelí en el mismo campo alcanzara la escuela de al-Sardi que albergaba a refugiados palestinos desplazados. Los funcionarios de salud locales informaron de la muerte de al menos treinta y tres personas, incluidos nueve niños y tres mujeres. Israel afirmó que estaba atacando a militantes de Hamás que participaron en el ataque del 7 de octubre.

## Antecedentes
El campamento de Nuseirat es un campamento de refugiados palestinos gestionado por la Agencia de Naciones Unidas para los Refugiados de Palestina en Oriente Próximo (UNRWA) y ubicado en el centro de la Franja de Gaza, cinco kilómetros al noreste de Deir al-Balah y ocho kilómetros al sur de la ciudad de Gaza. El campo de refugiados está en la Gobernación de Deir el-Balah.
El campo fue bombardeado repetidamente durante la guerra de Gaza, donde más de cien palestinos murieron en los ataques. El 18 de octubre de 2023, la Gran Mezquita Nuseirat fue bombardeada y destruida por ataques aéreos israelíes. El ataque más reciente al campo se produjo sólo unos días antes de la operación de rescate, cuando las fuerzas de las FDI atacaron una escuela gestionada por la UNRWA, que albergaba a unas 6000 personas desplazadas. En el ataque murieron al menos treinta y tres personas, incluidos nueve niños y tres mujeres, e hirió a otras 74 personas, entre las que había veintitrés niños.

## Masacre
Un portavoz militar israelí, el contralmirante Daniel Hagari, dijo que la misión de rescate tuvo lugar en el corazón del barrio residencial del campo de refugiados de Nuseirat, donde, según informes, los cuatro rehenes estaban retenidos en dos bloques de apartamentos residenciales separados. Según Omar Ashour, profesor del Instituto de Estudios de Posgrado de Doha, las fuerzas israelíes primero lanzaron operaciones intensas en Deir al-Balah y Bureij para atraer a los militantes y oscurecer sus intenciones, y luego lanzaron un intenso asalto contra Nuseirat.
En la operación participaron cientos de tropas israelíes y un intenso apoyo aéreo que afectó a amplias zonas del campo de refugiados.  Según testigos presenciales, vehículos militares israelíes entraron inesperadamente en el campo y el movimiento coincidió con intensos bombardeos de grandes zonas del campo. Los periodistas en el terreno también describieron un intenso bombardeo, que incluyó ataques aéreos, munición real de buques de guerra cercanos y bombardeos de artillería.
Algunos miembros de las fuerzas especiales israelíes ingresaron al campo de refugiados haciéndose pasar por refugiados palestinos que huían de Rafah, según reporteros sauditas. Según testigos presenciales, dijeron a los lugareños que estaban escapando del ataque israelí a Rafah, mientras que otros palestinos locales alegaron que otras fuerzas entraron en camiones humanitarios.Un testigo afirmó que las fuerzas especializadas israelíes habían llegado con muebles en su vehículo para parecer refugiados, y luego: «El agente bajó dos escaleras y entró en nuestra casa completamente armado. El caos estalló con disparos y explosiones».
Según las FDI, en el momento del rescate se produjo un gran tiroteo cuando las tropas israelíes intentaban evacuar a los rehenes y, supuestamente, fueron atacadas por docenas de militantes con lanzacohetes RPG y ametralladoras cuando su vehículo se atascó, lo que requirió ataques aéreos defensivos que mataron a militantes y civiles.
Un testigo presencial informó que se produjo un «bombardeo loco» de repente, mientras que otro afirmó que el ataque se produjo cuando la gente dormía. Los testigos informaron que bloques residenciales enteros fueron arrasados por los bombardeos israelíes. Un testigo que había estado en el mercado afirmó que unos 150 cohetes israelíes cayeron en el mercado y sus alrededores en menos de 10 minutos. Según un residente local y un paramédico del campo, calificaron el ataque como una «película de terror» y los drones y aviones de combate israelíes dispararon aleatoriamente durante toda la noche contra las casas de las personas y contra aquellos que intentaron huir de la zona. Se publicaron vídeos en las redes sociales que mostraban cadáveres con las entrañas desparramadas en calles manchadas de sangre después del ataque, aunque Reuters no pudo verificar de inmediato las imágenes. Imágenes adicionales mostraban a civiles palestinos en la zona del mercado buscando refugio mientras los misiles llegaban y estallaban los disparos. Un testigo declaró: «Cualquiera que se moviera en la calle fue asesinado».
Según Mondoweiss, se han recogido numerosos testimonios individuales de testigos presenciales que sobrevivieron al intenso tiroteo. Posteriormente, una mujer afirmó: «No sabemos dónde están los niños. Los perdimos y ahora nos desplazan por tercera vez sin saber adónde ir». Testigos aseguraron que pudieron escuchar a las personas enterradas bajo los escombros, pero no pudieron hacer nada para rescatarlas.

### Implicación de Estados Unidos

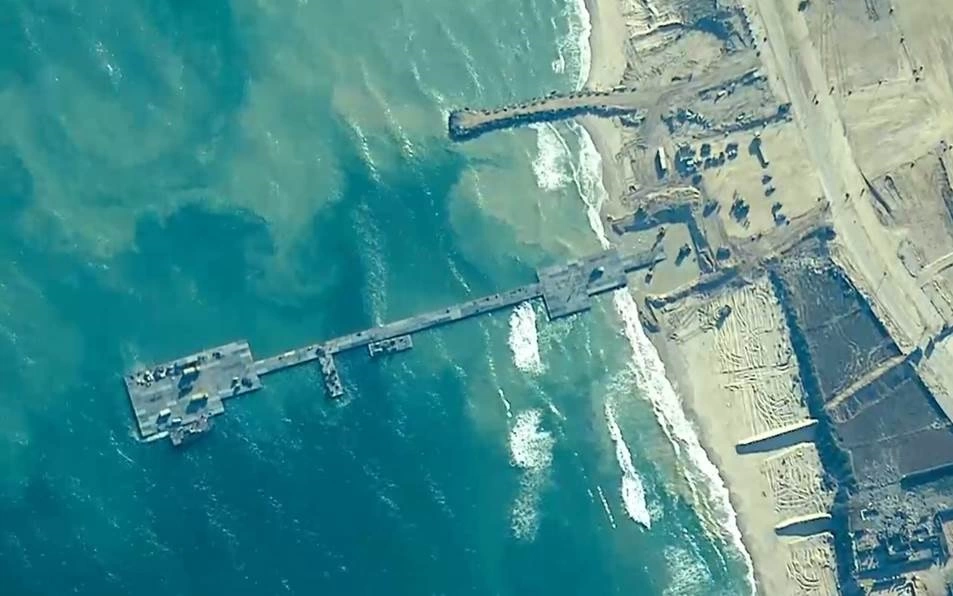
Imagen aérea del muelle flotante, que según distintas organizaciones palestinas fue utilizado por las FDI en la operación de rescate

En las redes sociales apareció un vídeo que mostraba un helicóptero israelí Black Hawk cerca del muelle temporal operado por los estadounidense recogiendo a soldados de las FDI y rehenes. El vídeo también mostraba diverso equipo militar, incluido un sistema antidrones estadounidense, en el muelle.
Los Comités de Resistencia Popular en Gaza emitieron un comunicado en el que «confirman la participación de fuerzas enemigas estadounidenses estacionadas en el dique flotante» para llevar a cabo el ataque contra el campo de refugiados de Nuseira. Euro-Med Human Rights Monitor dijo que las FDI no solo evacuaron a sus soldados y los rehenes usando el muelle, sino que era probable que las FDI también ingresaran a Gaza usando el muelle. Funcionarios estadounidenses dijeron a periodistas de CBS News que el video que parecía mostrar el helicóptero despegando de la playa cerca del muelle, en realidad mostraba al helicóptero aterrizando al sur de las instalaciones y no dentro del área acordonada del muelle y que el muelle sólo se utilizaba para ayuda humanitaria. En un comunicado, el portavoz del Pentágono afirmó que helicópteros israelíes utilizaron una zona «cercana» al muelle.
Estados Unidos había prometido a los grupos de ayuda que el muelle sería un área prohibida para las fuerzas israelíes, poco después de la operación de rescate el Programa Mundial de Alimentos suspendió las operaciones de descarga de ayuda en el muelle mientras investiga y decide si el uso israelí, real o aparente, de las instalaciones del muelle y la percepción que los palestinos tienen sobre su posible uso militar por los israelíes, mitiga el compromiso continuo en el muelle. Oxfam y otras organizaciones humanitarias dijeron que están esperando respuestas del gobierno estadounidense. El jefe de la Oficina de Naciones Unidas para la Coordinación de Asuntos Humanitarios, Martin Griffiths, afirmó que de ser ciertas las acusaciones, «son muy preocupantes, porque pondrían en riesgo cualquier compromiso humanitario futuro en esa operación». Tanto los funcionarios israelíes como los estadounidenses confirmaron que Estados Unidos había proporcionado información de inteligencia al ejército israelí para llevar a cabo la operación.

## Víctimas
Después del ataque camiones y ambulancias trasladaron a los heridos al hospital de Al-Aqsa para recibir tratamiento. Antes de la masacre, el hospital ya estaba abrumado por las víctimas civiles. Un representante de Médicos Sin Fronteras describió la situación en Al-Aqsa como una «pesadilla». Un médico de cuidados intensivos pediátricos de Médicos Sin Fronteras del hospital Al-Asqa afirmó que el departamento de emergencias era un «completo baño de sangre… parece un matadero». El mismo médico afirmó que solo funcionaba un generador en el hospital, lo que significaba que los ventiladores, las luces e Internet no funcionaban. Otro médico de MSF declaró: «Teníamos toda una gama de heridas de guerra, heridas traumáticas, desde amputaciones... hasta [lesiones cerebrales traumáticas], fracturas y, obviamente, grandes quemaduras».
El Ministerio de Salud de Gaza afirmó el mismo día de la operación que el número de víctimas «ha aumentado a 210 mártires y más de 400 heridos». Más tarde ese día, la cifra se actualizó a 274 palestinos muertos durante la operación y 698 resultaron heridos. Tanya Haj-Hassan, médica intensiva pediátrica de Médicos Sin Fronteras, afirmó que el hospital de Al-Aqsa, donde fueron transportados 109 palestinos, entre ellos 23 niños y 11 mujeres, y más de 100 heridos, era un «completo baño de sangre». Otras 100 personas muertas en los ataques fueron trasladadas al hospital de Al Awda. El Ministerio de Salud de Gaza también informó que entre las víctimas mortales del ataque israelí se encontraban 64 niños y 57 mujeres. Por su parte el portavoz de las FDI, el contralmirante Daniel Hagari, declaró que Israel tenía conocimiento de que «menos de 100 palestinos, incluidos terroristas» habían muerto en la operación. Ni el Ministerio de Sanidad ni Hagari aclararon cuántas víctimas eran civiles.
Según el portavoz de las Brigadas Al-Qassam el brazo armado de Hamás, Abu Obaida, tres rehenes israelíes murieron durante la operación de rescate, incluido un estadounidense. afirmación que el portavoz de las FDI, Peter Lerner, rechazó calificándola de «mentira descarada». El día después de la operación, el brazo armado de Hamás subió un vídeo a su canal de Telegram que parecía mostrar los cadáveres no identificables de tres rehenes que, según dijeron, murieron durante la operación de rescate: «Su gobierno mató a varios de sus cautivos para salvar a otros».

## Reacciones
El presidente palestino, Mahmud Abás, ordenó al enviado palestino ante las Naciones Unidas que solicitara una sesión de emergencia del Consejo de Seguridad de la ONU para discutir las repercusiones de la operación y las muertes resultantes. Abbas destacó la «necesidad urgente de una intervención internacional para detener la catástrofe humanitaria».
La operación de rescate fue considerada una masacre en gran parte de Medio Oriente: Egipto y Jordania calificaron la operación como una violación del derecho internacional y el Ministerio de Asuntos Exteriores del Líbano, una masacre. En un comunicado, la Organización de Cooperación Islámica condenó «la horrible masacre llevada a cabo por el ejército de ocupación israelí, que provocó el asesinato y heridas a cientos de palestinos». El Parlamento Árabe también condenó la operación, calificándola de «masacre perpetrada por la entidad de ocupación israelí».
El Alto representante de la Unión para Asuntos Exteriores y Política de Seguridad, Josep Borrell, también describió la operación como una masacre, mientras que el jefe de las Naciones Unidas describió las consecuencias con detalles gráficos, incluidas escenas de «cuerpos destrozados en el suelo». El viceministro de Asuntos Exteriores de Noruega, Andreas Motzfeldt Kravik, calificó el ataque como «otra masacre de civiles en Gaza».
Abu Obaida, portavoz de las Brigadas Al-Qassam el brazo armado de Hamás, condenó el ataque y lo calificó de «crimen de guerra complejo».
La Media Luna Roja Palestina denunció el uso de un camión de ayuda humanitaria como disfraz para operaciones militares, calificándolo de «violación del derecho internacional humanitario y consuetudinario» y señaló que tales acciones constituyen perfidia, considerada un crimen de guerra.
Expertos en derechos humanos de la ONU condenaron lo que describieron como la «enésima masacre de las fuerzas israelíes en Gaza» y condenaron a las fuerzas israelíes por esconderse en camiones de ayuda humanitaria que venían del muelle de ayuda humanitaria de Estados Unidos. La Oficina del Alto Comisionado de las Naciones Unidas para los Derechos Humanos describió posibles crímenes de guerra cometidos durante la operación, incluidas posibles violaciones de las reglas de proporcionalidad, distinción y precaución. La Relatora especial de las Naciones Unidas para los Territorios Palestinos ocupados, Francesca Albanese, escribió en la red social X (antigua Twitter) que «Israel ha utilizado a los rehenes para legitimar que se mate, hiera, mutile, mate de hambre y traumatice a los palestinos de Gaza, mientras intensifica la violencia contra los palestinos en el resto del territorio ocupado e Israel». Añadió que «Israel podría haber liberado a todos los rehenes, vivos e intactos, hace ocho meses, cuando se puso sobre la mesa el primer alto el fuego e intercambio de rehenes. Sin embargo, Israel se negó para seguir destruyendo Gaza y a los palestinos como pueblo. Esta es la intención genocida convertida en acción».
El coordinador de Médicos Sin Fronteras en Gaza preguntó: «¿Cuántos hombres, mujeres y niños más tendrán que ser asesinados antes de que los líderes mundiales decidan poner fin a esta masacre?» Según la Dra. Tanya Haj-Hassan, pediatra de Médicos Sin Fronteras, sus colegas en el servicio de urgencias del hospital Al-Asqa describieron la situación «repitiendo la palabra masacre, masacre, masacre una y otra vez».